# 2000年夏季残疾人奥林匹克运动会冰岛代表团
2000年夏季残疾人奥林匹克运动会冰岛代表团是冰岛派出的2000年夏季残疾人奥林匹克运动会代表团。获得2枚金牌和2枚铜牌。